# Sint-Lambertuskerk (Muizen)

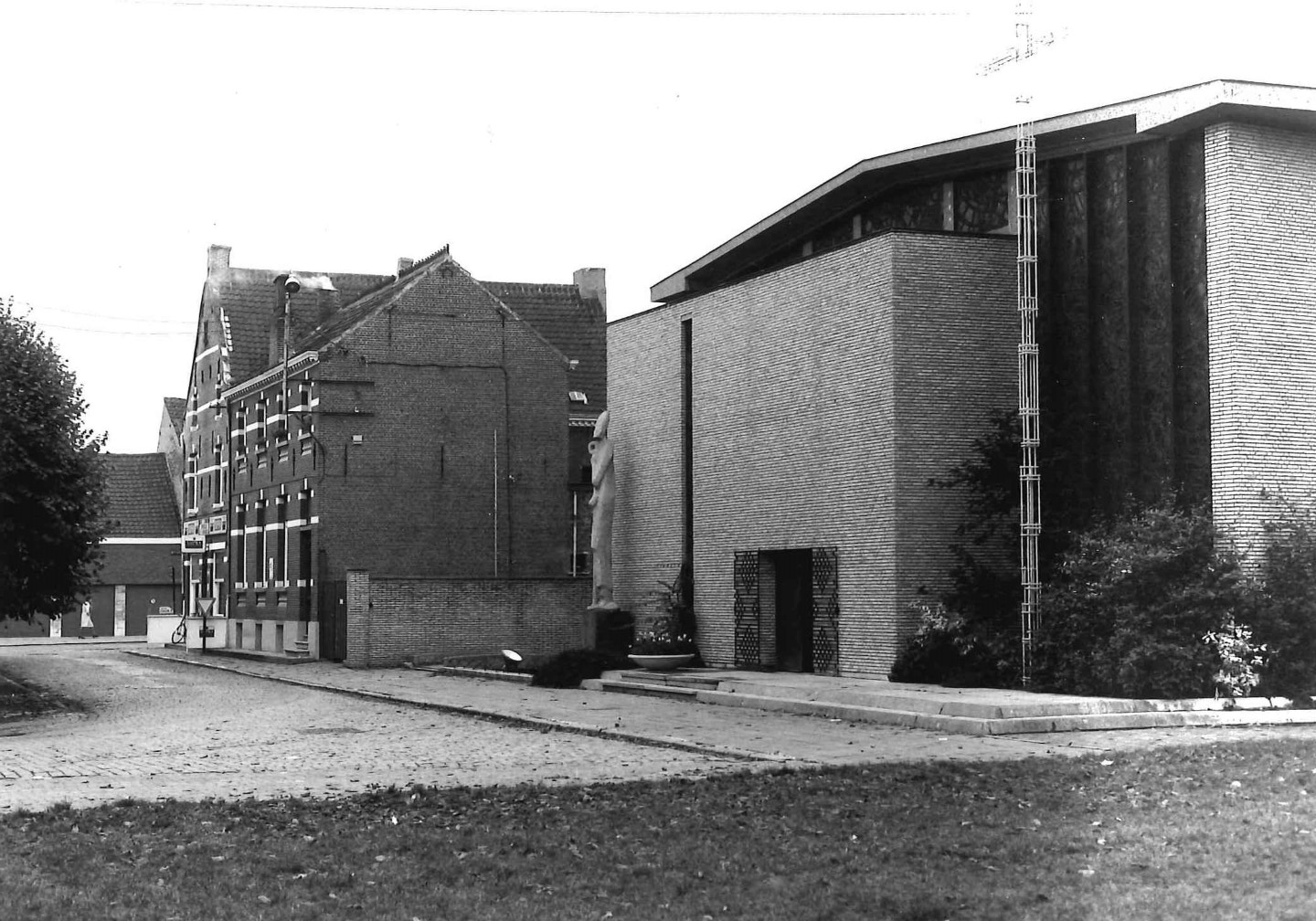
Sint-Lambertuskerk

De Sint-Lambertuskerk is de parochiekerk van de tot de Antwerpse gemeente Mechelen behorende plaats Muizen, gelegen aan Muizen-Dorp 4.

## Geschiedenis

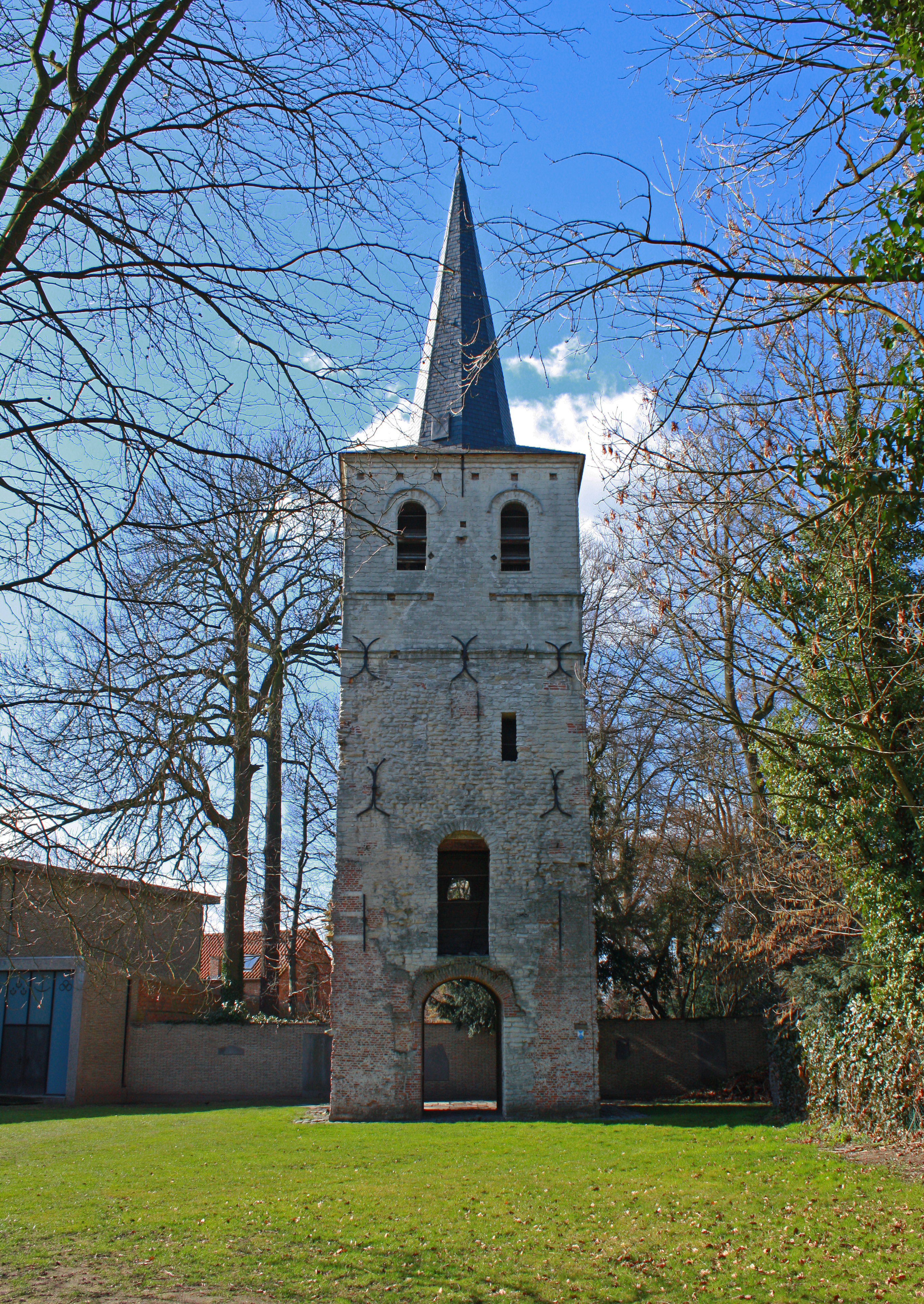
Toren van de voormalige kerk

Nadat in 1944 de Oude Sint-Lambertuskerk werd getroffen door een V1 werd deze kerk niet herbouwd. Er werd op de plaats van die kerk een archeologisch onderzoek verricht en de nieuwe kerk werd gebouwd op de plaats van de vroegere -eveneens verwoeste- pastorie. Hier werd in 1960 een nieuwe kerk gebouwd in de stijl van het naoorlogs modernisme, naar ontwerp van Lucien Engels. In 1966 werd de kerk ingewijd.

## Gebouw
Het betreft een zaalkerk met een vrijwel vlak zadeldak, een glas-in-loodwand en voor de kerk een Sint-Lambertusbeeld. Als materiaal voor de gevelbekleding werd geëmailleerde zandkleurige handvormsteen gebruikt.
De kerkhofmuur verbindt de nieuwe kerk met de -bewaard gebleven- toren van de voormalige kerk.